# Kotbelka
Kotbelka (ang. cathead) - na dużych starych żaglowcach pozioma belka wystająca poza burtę, służąca w ostatnim etapie wyciągania kotwicy do wyjęcia jej z wody i położenia na pokładzie. Do kotbelki mocowana była zazwyczaj talia z liną zakończoną hakiem, którym łapano pierścień kotwicy.